# Ordine del Santissimo Redentore
L'Ordine del Santissimo Redentore (in latino Ordo Sanctissimi Redemptoris) è un ordine monastico di diritto pontificio fondato nel 1731 da Maria Celeste Crostarosa con l'aiuto di Alfonso Maria de' Liguori: le monache, dette Redentoriste o Redentoristine, pospongono al loro nome la sigla O.SS.R.

## Storia
Le origini dell'ordine risalgono al monastero fondato nel 1720 a Scala da Maurizio Filangieri, preposito generale della congregazione missionaria dei Pii operai: pur non essendo canonicamente aggregato all'ordine iniziato da san Francesco di Sales, il monastero osservava la regola delle visitandine.
Era direttore spirituale della comunità di Scala il pio operaio Tommaso Falcoia, futuro vescovo di Castellammare di Stabia.

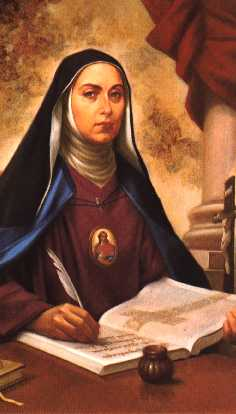
Maria Celeste Crostarosa, fondatrice dell'ordine

Dopo la soppressione del conservatorio delle carmelitane di Marigliano, dove avevano trascorso cinque anni come religiose, nel 1724 entrarono nel monastero di Scala le tre sorelle Crostarosa: Giulia, Orsola e Giovanna. Esse erano state avviate a Scala da Falcoia, che avevano conosciuto nel 1723 mentre il missionario si trovava a predicare a Marigliano.
Mentre era ancora novizia Giulia, che aveva preso il nome di suor Maria Celeste del Santo Deserto, ebbe una serie di esperienze mistiche che la ispirarono a fondare una nuova famiglia religiosa, dedicata al Santissimo Salvatore. Maria Celeste preparò anche una nuova regola monastica, che presentò come rivelata da Gesù il 25 aprile 1725. Falcoia, non senza esitazione, aderì alla proposta di riforma del monastero secondo le intuizioni della Crostarosa, ma all'esecuzione del progetto si opposero il vescovo, il preposito generale dei Pii operai e alcune suore.
Nel 1730 Alfonso Maria de' Liguori fu inviato da Tommaso Falcoia a predicare gli esercizi spirituali alle monache di Scala. Ebbe così modo di incontrare Maria Celeste e di esaminarne le rivelazioni e la regola, rimanendone favorevolmente colpito.
Grazie al sostegno del Liguori, che persuase il vescovo di Ravello, Nicola Guerriero, ad autorizzare la riforma del cenobio secondo i propositi della Crostarosa, il 13 maggio 1731 (festa di Pentecoste) la nuova regola fu introdotta nel monastero di Scala; tale regola fu approvata da papa Benedetto XIV con il breve In supremo dell'8 maggio 1750, che ottenne il regio exequatur il 1º dicembre 1751.
I voti solenni furono emessi per la prima volta l'11 maggio 1752 e in questa occasione fu introdotta nel monastero la clausura papale. Biagio Chiarelli, vescovo di Ravello, approvò le costituzioni monastiche il 10 maggio 1762.
A causa di difficoltà interne, nel 1733 la Crostarosa fu costretta a lasciare il monastero di Scala; dopo cinque anni si stabilì a Foggia, nel nuovo monastero del Santissimo Salvatore, introducendovi la sua regola il 9 marzo 1738.
Nel 1766 le monache di Scala iniziarono un nuovo monastero a Sant'Agata de' Goti, città sede vescovile di Alfonso Maria de' Liguori.
Il primo monastero fuori dal territorio italiano fu fondato a Währing, presso Vienna, dal redentorista Joseph-Amand Passerat: egli inviò due religiose (Maria Alfonsa Dijon e Maria Anna Giuseppa Welsersheimb) a formarsi presso le monache di Sant'Agata de' Goti; ottenuta l'approvazione imperiale l'11 novembre 1830, il 25 gennaio 1831 la comunità di Währing poté adottare la regola e l'abito delle redentoriste.
Nei decenni successivi, nuovi monasteri sorsero Belgio (1841), Paesi Bassi (1848), Francia (1875), Regno Unito (1897), Spagna (1904), Canada (1905), Brasile (1921).

## Abito
Nella sua autobiografia, parlando della sua visione del 25 aprile 1745, in cui Gesù le aveva ispirato la fondazione del nuovo istituto, la Crostarosa descrisse il Salvatore vestito di una tunica di colore rosso fosco e di un mantello di colore cielo sereno.
Su questo modello, la fondatrice stessa confezionò gli abiti di cui rivestì le prime religiose il 6 agosto 1731. Essi erano costituiti da una tunica rossa stretta in vita da una cintura di panno dello stesso colore, da un mantello azzurro, da una tela bianca con un velo nero da portare sul capo; erano completati da scarpe o sandali bianchi, da un'immagine del Salvatore da portare sul petto, da una corona del rosario da tenere alla cintura e, nelle funzioni pubbliche, da una corona di spine da indossare sul capo.
Dopo il Concilio Vaticano II l'abito fu notevolmente semplificato: scomparve la corona di spine, l'immagine di Cristo fu sostituita da una medaglia del Redentore e l'utilizzo del mantello celeste fu riservato a occasioni particolarmente solenni.
Negli statuti approvati nel 1985 si consente ai vari monasteri di adattare l'abito ai climi e alle regioni, pur raccomandando la conservazione di una certa uniformità mantenendo il colore rosso dell'abito e il velo nero.

## Carisma e diffusione

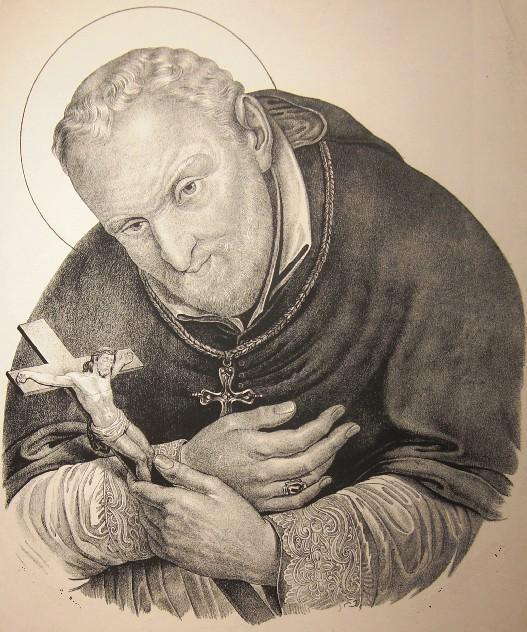
Alfonso Maria de' Liguori

Le redentoriste sono monache dedite alla vita contemplativa, con voti solenni e clausura papale.
Come contemplative, le redentoriste si impegnano a "vivere l'ansia di redenzione e liberazione che l'uomo e tutta la creazione continuano a sperimentare; contemplare il disegno salvifico del Padre, che culmina in Cristo; intercedere, in comunione con tutta la Chiesa, per la salvezza del mondo".
Ogni monastero è autonomo e, oltre alle costituzioni e alle norme comuni dell'ordine, segue statuti propri: gli organi di governo della comunità sono il capitolo, la priora e il suo consiglio, costituito da una vicepriora, una segretaria e due consigliere, tutte elette dal capitolo.
L'ordine è strettamente legato alla Congregazione del Santissimo Redentore e rappresenta il ramo contemplativo della famiglia redentorista, ma i monasteri non hanno alcuna dipendenza giuridica dalla congregazione maschile che, comunque, assicura alle religiose l'assistenza spirituale.
I monasteri delle redentoriste sono diffusi in Africa (Angola, Burkina Faso), nelle Americhe (Argentina, Brasile, Canada, Colombia, Haiti, Messico, Perù, Stati Uniti d'America, Venezuela), in Asia (Filippine, Giappone, Kazakistan, Thailandia), in Europa (Austria, Francia, Germania, Irlanda, Italia, Paesi Bassi, Polonia, Slovacchia, Spagna) e in Australia.
Al 31 dicembre 2011, l'ordine contava 34 monasteri e 366 religiose.